# Pulitzer Fountain

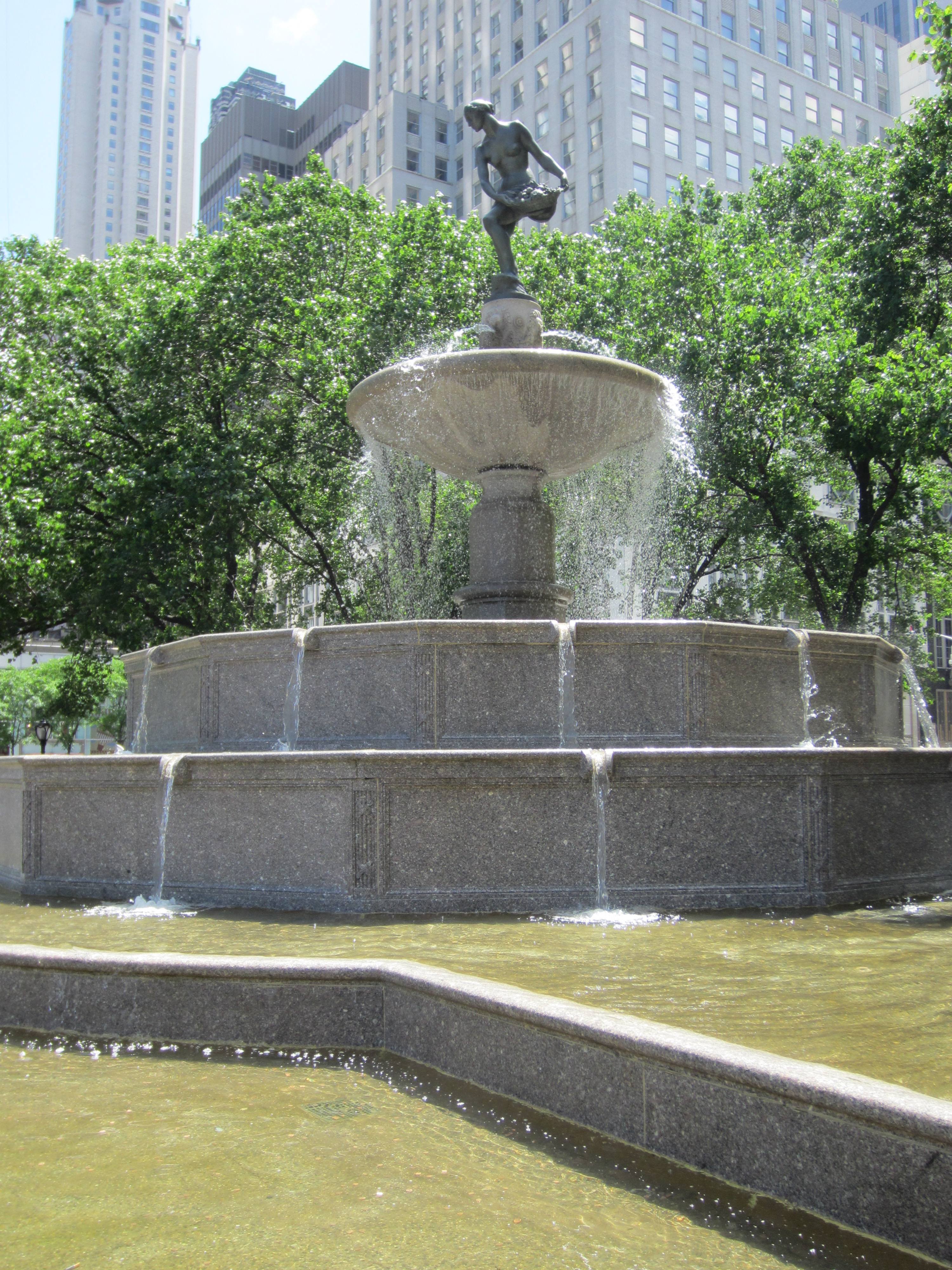
De fontein in 2014

De Pulitzer Fountain (ook Pulitzer Memorial Fountain) is een uit 1916 stammende fontein op het Grand Army Plaza in de Amerikaanse stad New York. De fontein heeft een hoogte van bijna zeven meter en is ontworpen door Karl Bitter en Thomas Hastings. De fontein bestaat uit graniet. Boven op de Pulitzer Fountain staat een bronzen beeld van Pomona, de Romeinse godin van boomvruchten, die een mand met fruit vasthoudt. Zij symboliseert de overvloed waarmee New York in sprongen in die tijd vooruitging. Toen Karl Bitter bezig was met het maken van het beeld overleed hij bij een auto-ongeluk. Het beeld werd afgemaakt door zijn assistent Karl Gruppe en daarnaast door Isidore Konti. Andere ornamenten van de Pulitzer Fountain zijn gemaakt door Orazio Piccirilli.
In 1912 liet Joseph Pulitzer $50.000 na aan de stad New York voor de bouw van een fontein op of bij het Grand Army Plaza, vergelijkbaar aan de fontein op het Place de la Concorde in Parijs. Het idee werd goedgekeurd door de Parks Commission, maar toen de Art Commission of New York over het voorstel moest beslissen keurde Karl Bitter, een lid van de commissie, het af. Bitter vond dat het plein als één geheel behandeld moest worden. Uiteindelijk werd besloten het gehele plein te herinrichten met Thomas Hastings als architect. Het ontwerp omvatte de fontein in de stijl van die op het Place de la Concorde. Na het gereedkomen van zijn ontwerp in 1913 werd begonnen met de bouw. In mei 1916 werd de Pulitzer Fountain ingehuldigd. De fontein was destijds van kalksteen. In 1948 werd de Pulitzer Fountain gerenoveerd en in 1970 werd de kalksteen door graniet vervangen. De fontein werd later ook in de jaren 80 en in 1996 gerenoveerd.